# Zorilla libijska
Zorilla libijska (Poecilictis libycus) – gatunek małego drapieżnego ssaka z rodziny łasicowatych, zamieszkujący Algierię, Czad, Egipt, Libię, Mali, Mauretanię, Maroko, Niger, Nigerię, Sudan i Tunezję.